# Rio Piave
O rio Piave é um rio italiano que desagua no Mar Adriático (ao nordeste de Veneza) e percorre a região do Vêneto na Itália setentrional.
O rio foi palco de grandes batalhas durante as Guerras Napoleônicas e durante a Primeira Guerra Mundial (Batalha do Rio Piave).

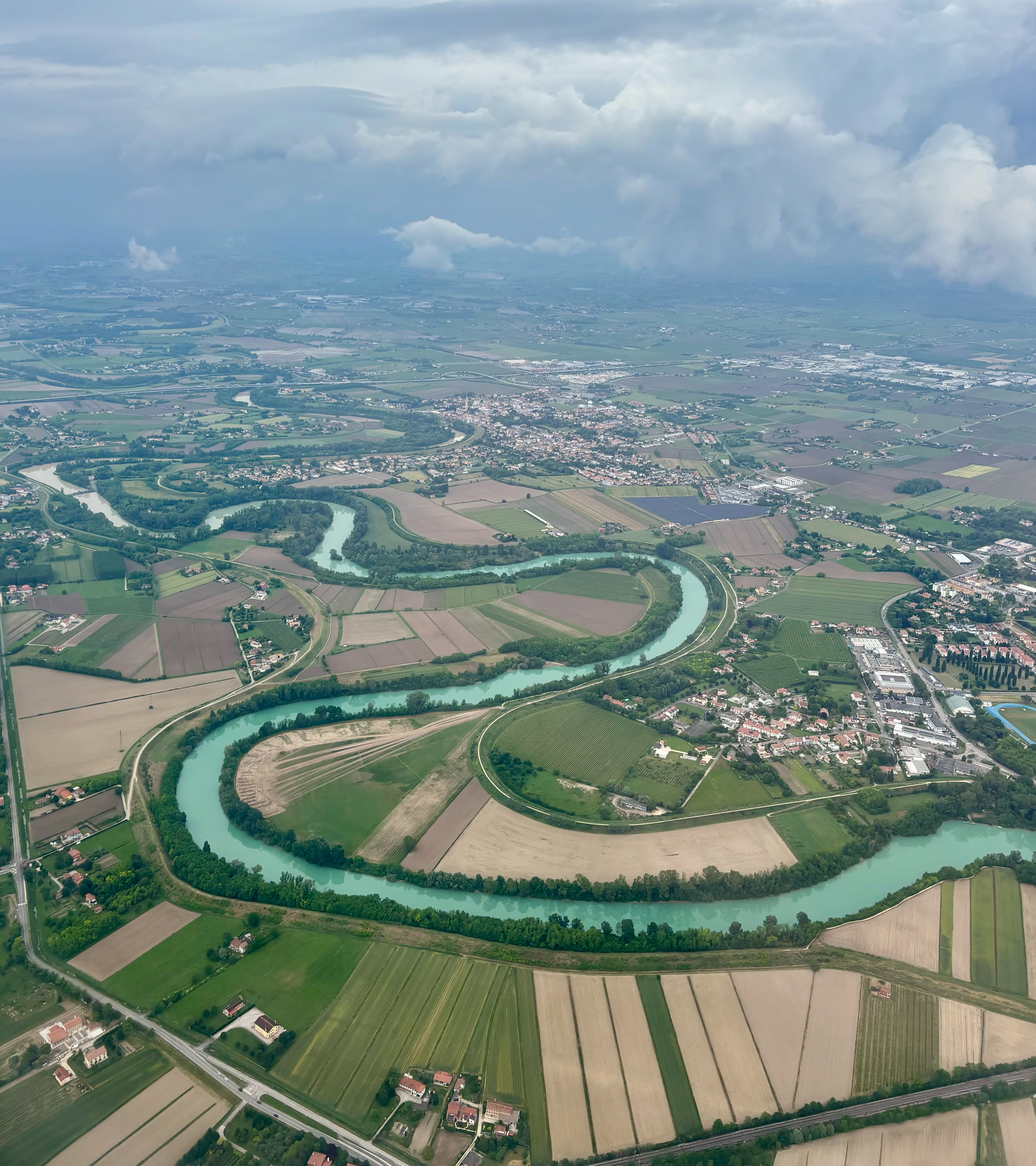
Rio Piave.